# Arthur Vivian Watkins
Arthur Vivian Watkins (né le 18 décembre 1886 - mort le 1er septembre 1973) est un homme politique américain, mormon, membre du Parti républicain et sénateur des États-Unis pour l'État de l'Utah de 1947 à 1959.